# Max Amann
Pour les articles homonymes, voir Amann.
Max Amann né le 24 novembre 1891 à Munich et mort le 30 mars 1957 dans la même ville, est un journaliste et homme politique nazi avec le grade honoraire de SS–Obergruppenführer. Il fut un ami intime d'Adolf Hitler.

## Un proche de Hitler
Né le 24 novembre 1891 à Munich, Max Amann participe à la Première Guerre mondiale avec le grade de sergent et a notamment sous ses ordres le caporal Adolf Hitler, qu'il propose pour une promotion au rang d’Unteroffizier dans le 16e régiment d'infanterie royal bavarois de réserve (de). Il s’inscrit au NSDAP le 1er octobre 1921. En 1922, il est nommé directeur de la maison d’édition Eher-Verlag, qui entre autres titres publie le périodique du parti, leVölkischer Beobachter, puis celui de la SS Das Schwarze Korps et Mein Kampf.
Il prend part au putsch de la Brasserie en novembre 1923 et est emprisonné avec Adolf Hitler à la prison de Landsberg. C’est lui qui a persuadé Hitler de nommer son ouvrage Mein Kampf à la place du titre initialement prévu Quatre ans et demi de lutte contre les mensonges, la stupidité et la couardise, contribuant ainsi, non seulement au succès de l'ouvrage, mais aussi à la fortune personnelle de son auteur.

## Durant le Troisième Reich
En 1933, il devient président de la Chambre de la presse du Reich (Reichspressekammer), qui dépend des services de Joseph Goebbels. Il côtoie Hitler au Berghof, la résidence secondaire du Führer.
Il devient ainsi le plus important patron de presse d’Allemagne et le régime nazi lui permet de réaliser d’énormes profits, grâce auxquels il rachète des journaux libéraux ou sociaux-démocrates à prix cassés. Il participe ainsi au contrôle de la presse par les nazis et à la fermeture des publications qui ne soutiennent pas totalement le régime. Alors qu'en 1933, le NSDAP contrôle 120 journaux ou hebdomadaires, il en contrôle directement 2 000 en 1939.

## Après la guerre
Arrêté par les troupes alliées à la fin de la Seconde Guerre mondiale, Amann est condamné en tant que membre important du parti nazi, déclaré comme organisation criminelle lors du procès de Nuremberg. Le 8 septembre 1948, il est condamné à dix ans de travaux forcés et est libéré en 1953.
Privé de ses biens et de ses droits à la pension, il meurt dans la pauvreté à Munich le 30 mars 1957.